# Heinz Heckmann (Komponist)

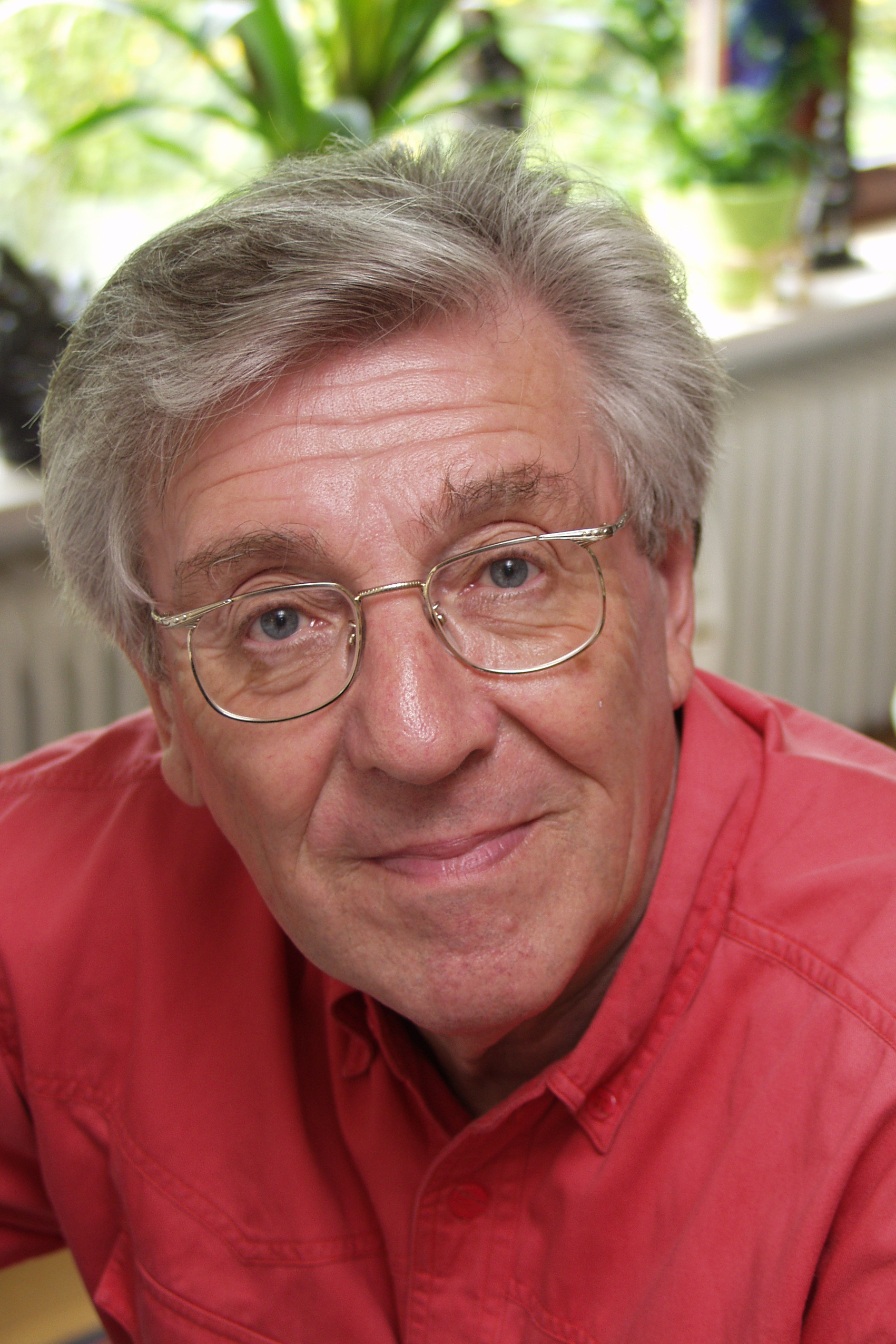
Heinz Heckmann (2003)

Heinz Heckmann (* 11. Juli 1932 in Trier; † 11. Juni 2022 in Butzweiler) war ein deutscher Musikpädagoge, Fagottist, Kirchenmusiker und Komponist.

## Biographie

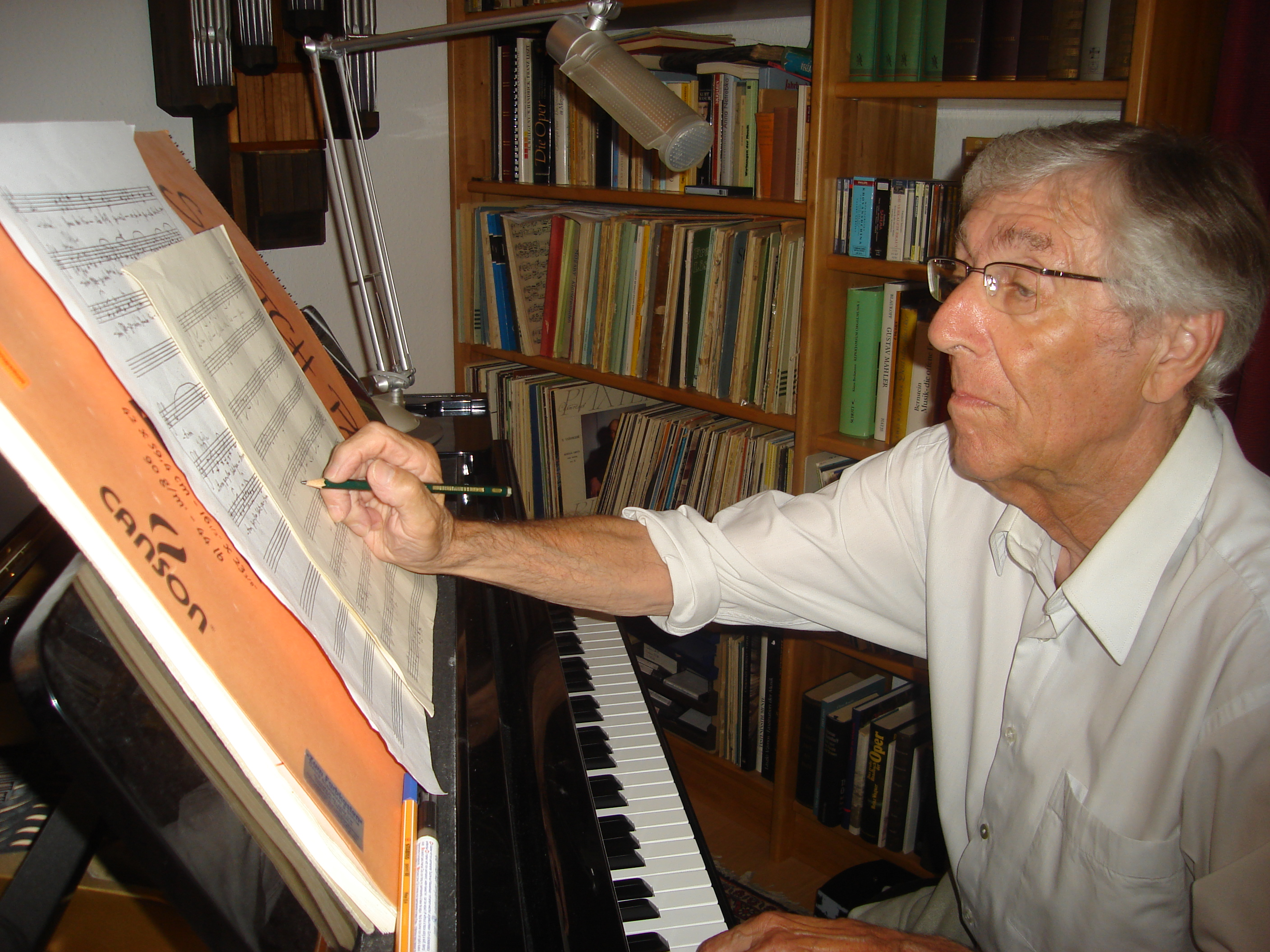
Heinz Heckmann

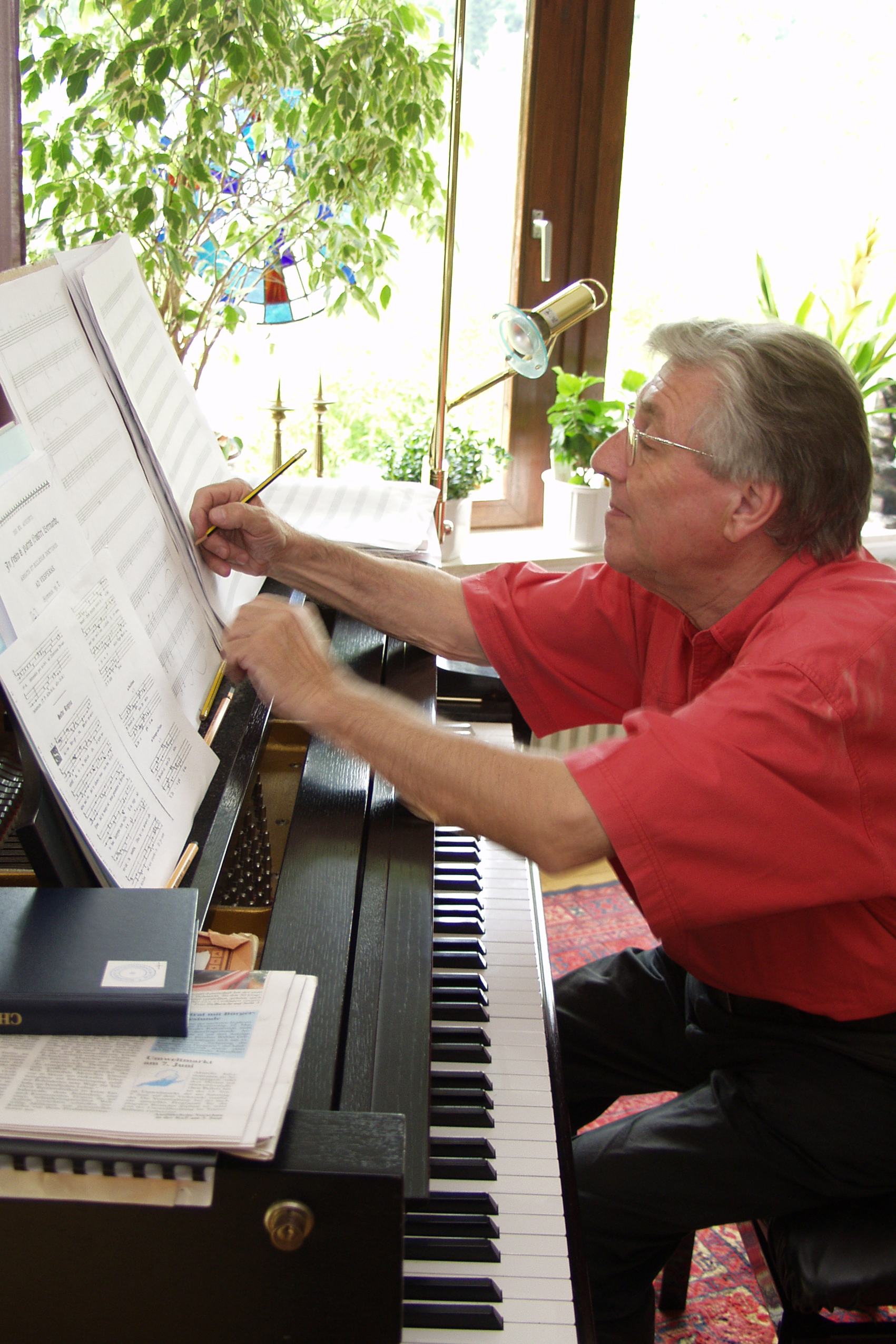
Heinz Heckmann

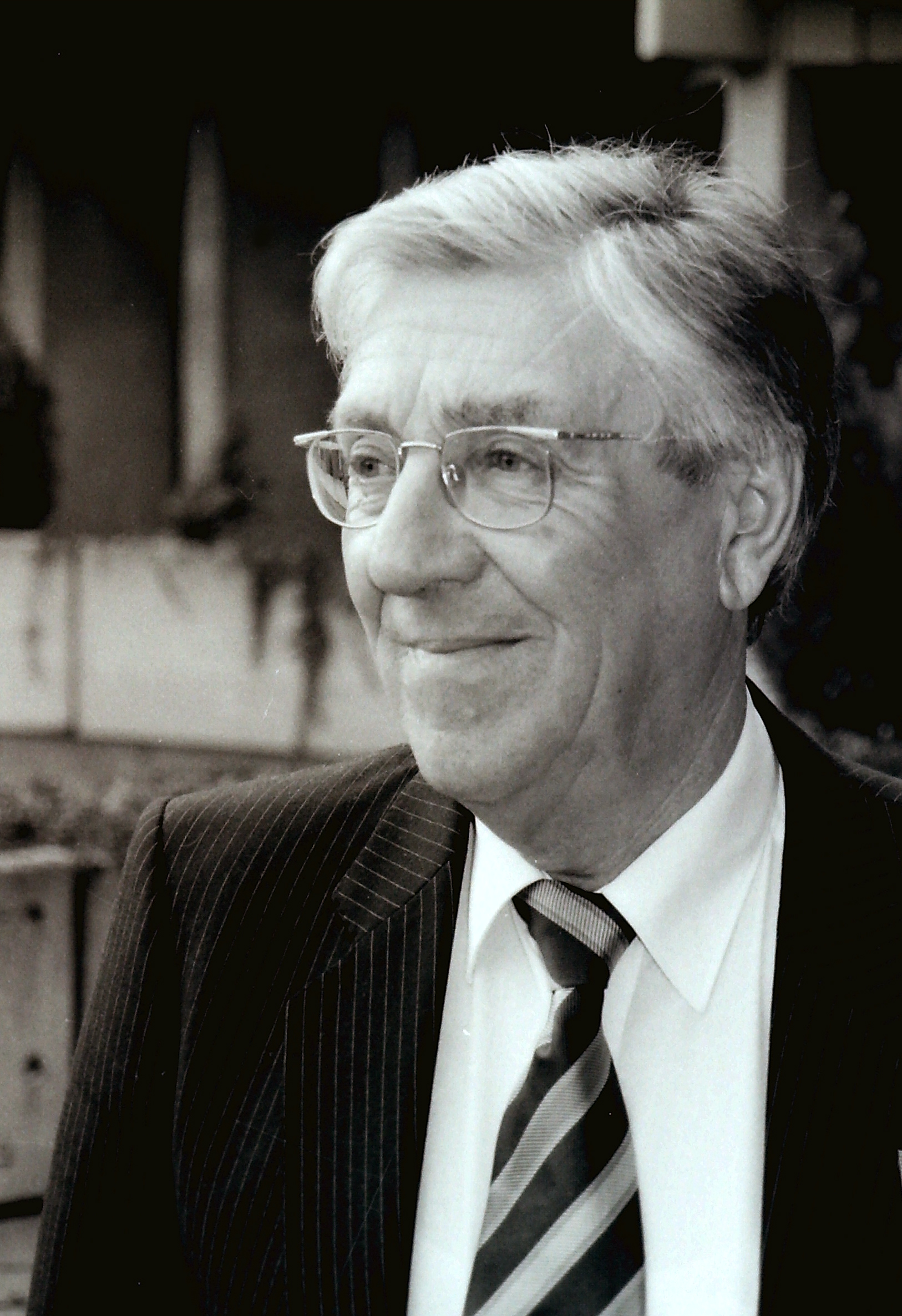
Heinz Heckmann

Heinz Heckmann erhielt achtjährig seinen ersten Klavierunterricht. Von 1942 bis 1952 sang er als Chorknabe im Trierer Domchor und studierte von 1950 bis 1952 an der Bischöflichen Kirchenmusikschule in Trier Kirchenmusik. Hieran schlossen sich Studien in Komposition bei Heinrich Konietzny, Dirigieren bei Generalmusikdirektor Philipp Wüst, Klavier bei Hans Schmitt, Chorleitung bei Herbert Schmolzi und Theorie bei Dieter Loskant an der Musikhochschule Saarbrücken, die er 1956 mit einem Abschluss im Fachbereich Instrumentalpädagogik mit dem Hauptfach Klavier beendete. 1956–1959 besuchte er die Meisterklasse für Komposition an der Musikhochschule Saarbrücken bei Heinrich Konietzny und nahm 1956 und 1957 an den von Olivier Messiaen durchgeführten Sommerkursen für Komposition teil. Außerdem studierte er, ebenfalls bei Konietzny, in den Jahren 1957–1959 Fagott.
Seit 1956 war Heckmann u. a. als Klavierpädagoge, Liedbegleiter, Chorleiter und Komponist freiberuflich tätig, 1960–1965 außerdem als Fagottist im Städtischen Orchester Trier unter GMD Rolf Reinhardt. In den Jahren 1963–1995 war er als Schulmusiker an der Ludwig-Simon-Realschule in Trier und von 1988 bis 1999 als Dozent für Klavierspiel, Tonsatz und Gehörbildung an der Bischöflichen Kirchenmusikschule Trier tätig.
Für Vera Ilieva entstand eine Vielzahl von Vokalwerken, die sie selbst oder mit ihrer Gesangsklasse uraufgeführt hat.

## Werkverzeichnis
Abkürzungen: UA = Uraufführung, Af = Ausführende, u. a.
Aufführungsmaterial beim Komponisten = Aufm. b. Komp. 

### Hauptwerke
- 1974 Sinfonisches Vorspiel für Orchester
- 1978 L’Epitaphe für 8stg. gem. Chor a cap., Text: Francois Villon
- 1978/79 Requiem Caniceanum für 5 Gesangssolisten, gem. Chor und Orchester, Text: Heiner Martini
- 1981/82 Szenisches Oratorium „Fausta“, Text: Heiner Martini, (stark überarbeitete Fassung als Oper, Uraufführung im Rahmenprogramm der Großen Konstantinausstellung im Jahre 2007 in Trier)
- 1981 Die vier Apokalyptischen Reiter für vier Solostimmen, Chor und Orchester stark überarbeitete Fassung und Aufführung 2003
- 1983 Divertimento für Flöte und Streichorchester
- 1985 Friedensmotette „Da pacem, Domine“ für gem. Chor a cap.
- 1993 Sonate für Violoncello und Klavier
- 1993/94 Magnificat für gem. Chor und Orchester
- 2000 Märchenoper „Elfenreigen“ für fünf Gesangssolisten, Chor, Ballett und Orchester, Libretto: Michaela Putzke
- 2003 „Fantasia Himmerodensis super Antiphonam ‚Beatus Bernardus‘“ für Orgel
- 2004 Im Zauber der Elemente Impressionen aus der Elementarwelt für Sinfon. Blasorchester
- 2008 „Ave Maria“ für 6st. Mädchen-, Knaben- oder Frauenchor und Orgel (ad. lib. a cap.)
- 2010 „Missa impressionistica“ für 6stg. Mädchen-, Knaben- oder Frauenchor und Orgel (ad. lib. a cap.)

### Oper
Kategorie I (K.I)
- 2000 Märchenoper „Elfenreigen“ für fünf Gesangssolisten, Chor, Ballett und Orchester, Impressionen aus der Elementarwelt, Libretto: Michaela Putzke, in deutscher und bulgarischer Fassung, verlegt: GPS-records
- 2007 „Fausta – Macht und Ohnmacht Kaiser Konstantins“, Text: Heiner Martini, 2006 Umarbeitung des Szenischen Oratoriums „Fausta“ mit Neukomposition verschiedener Teile, UA 2. Juni 2007: Theater der Stadt Trier, im Rahmenprogramm der großen Konstantinausstellung in Trier, Af: Annette Johanson (Fausta), Eva-Maria Günschmann (Helena), Andreas Scheel (Konstantin), Daniel Brenner (Crispus), Juri Zinovenko (Fährmann/Laktanz), Chor des Theaters Trier, Philharmon. Orchester der Stadt Trier, Ltg.: GMD Istvan Denés, Inszenierung: Hermann Keckeis, Aufm. b. Komp.

### Orchestermusik
Kategorie II (K. II)
- 1955 Konzertante Musik für Sinfon. Blasorchester, UA 5. Juli 1985: Universität Karlsruhe, Af: Collegium Musicum der Universität Karlsruhe, Ltg.: Rainer Baum (ursprünglich eine Auftragskomposition des Sinfon. Blasorchesters des Westdeutschen Rundfunks Köln an Heinrich Konietzny, die dieser an H. Heckmann weiterleitete) Aufm. b. Komp.
- 1963 Konzert für Oboe, Schlagwerk und Streichorchester, anlässlich der Teilnahme bei einem Kompositionswettbewerb des Kurfürstlichen Kammerorchesters Mannheim wurde es zur Drucklegung dem Mannheimer Musikverlag empfohlen und dort verlegt
- 1964 Zweite Sinfonie für Streichorchester, UA 24. Oktober 1965: Theater der Stadt Trier, Festakt zur Einweihung des Musikhauses Schellenberg, Af: Städt. Orchester Trier, Ltg.: GMD Rolf Reinhardt
- 1970 Konzert für Klavier und Orchester
- 1974 Sinfonisches Vorspiel für Orchester, Auftragswerk des Städt. Orchesters Trier, UA 7. Mai 1975: Theater Trier, 7. Sinfoniekonzert, Af: Städtisches Orchester Trier, Ltg.: MD Charles Vanderzand, Rundfunkproduktion des Rundfunks Sarajevo, Af: Philharmonisches Orchester Sarajevo, Ltg.: Ferenc Palinko, Rundfunkproduktion des SWF‘s, Af: Rundfunkorchester Kaiserslautern, Ltg.: Klaus Arp, Aufm. b. Komp.
- 1975 Divertimento für 8 Holzblasinstrumente, Auftragswerk des Städt. Orchesters Trier, UA 24. August 1975: St. Irminen Trier, Af: Holzbläsergruppe des Städt. Orchesters Trier, Ltg.: MD Charles Vanderzand
- 1978 Rundfunkproduktion des SWF’s, Ltg.: Rainer Baum Aufm. b. Komp.
- 1975 Bühnenmusik zum Märchen „Des Kaisers neue Kleider“, Auftragswerk des Theaters der Stadt Trier, UA 9. November 1975: Theater Trier, Af: Städt. Orchester Trier, Ltg.: Francois Monard
- 1980 Konzertstück für Balalaika, Bajan und Orchester, Auftragswerk des Intendanten Hermann Wedekind (Staatstheater Saarbrücken), im Rahmen des georgisch-saarländischen Freundschaftsaustausches
- 1981 Divertimento für Flöte und Streichorchester, Auftragswerk des Südwestrundfunks in Verbindung mit dem Mainzer Kammerorchester, UA 28. September 1982: Elzer Hof Mainz, Af: Renate Hinterleitner / Kehr (Flöte), Mainzer Kammerorchester, Ltg.: Rolf Reinhardt, Rundfunkproduktion des SWFs, Aufm. b. Komp.
- 1985 Concerto für 2 Flöten und Streichorchester
- 1986 Concerto für Flöte und Streichorchester
- 2004 „Im Zauber der Elemente“, Auftragswerk der Landesgartenschau Trier, Impressionen aus der Elementarwelt für Sinfon. Blasorchester, UA 24. Oktober 2004: St. Maximin Trier, Af: Landesjugendblasorchester Rheinland-Pfalz, Ltg.: Kunihiro Ochi, verlegt: GPS-records
- 2006/07 Bulgarische Schwarzmeer-Rhapsodie für Klavier und Orchester, UA 26. Mai 2007: Burgas/Bulgarien, Festkonzert der Philharmonie der Stadt Burgas, Af: Philharmon. Orchester Burgas, … (Klavier), Ltg.: Krasimira Kostrova, verlegt: GPS-records

### Chorwerke
Kategorie III

#### Chorsymphonische Werke
Kategorie IIIa
- 1978/79 „Requiem Caniceanum“ für 5 Gesangssolisten, gem. Chor und Orchester, Auftragswerk der Stadt Trier anlässlich des Erhalts des Förderpreises des Landes Rheinland-Pfalz 1978, UA 13. März 1980: Basilika St. Matthias, Trier, 5. Sinfoniekonzert des Städt. Orchesters Trier, Af: Irmela Neumann (Sopran), Marilyn Schmiege (Mezzosopran), Kenneth Bannon (Tenor), John Pflieger (Bariton), Manfred Volz (Bass), Theaterchor der Stadt Trier, Theater-Extrachor, Chor des Städt. Musikverein und Männergesangverein Kordel, Ltg. Rainer Baum, Aufm. b. Komp.
- 1980 „Requiem Caniceanum“ dto., Auftrag und Finanzierung einer Schallplatten-produktion, durch den Landkreis Trier-Saarburg, in den Studioräumen des Saarl. Rundfunks, verbunden mit einer erneuten Aufführung am 21. November 1980 in der Hohen Domkirche Trier, Af: Barbara Ikas (Sopran), Rita Szalok (Mezzosopran), Jon Piso (Tenor), John Pflieger (Bariton), Andreas Näck (Bass), Trierer Domchor, Rundfunksinfonieorchester Saarbrücken, Ltg.: Domkapellmeister Klaus Fischbach
- 1981 „Die Vier Apokalyptischen Reiter“, Oratorium für 4 Gesangssolisten, gem. Chor und Orchester in 7 Sätzen, Text: Pater Manfred Ruhrmann SDS, Auftragswerk des Kultusministeriums Rheinland-Pfalz, 2003 stark überarbeitete Fassung,
- 2003 dto. „Die Vier Apokalyptischen Reiter“, stark überarbeitete Fassung mit Neukomposition eines 8. Satzes, Text: Apokalypse des Johannes, UA 28. Mai 2003: St. Maximin Trier, 8. Sinfoniekonzert des Philharmon. Orchesters Trier und gleichzeitig Eröffnungskonzert der Moselfestwochen, Af: Stefanie Krahnenfeld (Sopran), Margarete Joswig (Mezzosopran), Helmut Wildhaber (Tenor), Sigmund Nimsgern (Bariton), Trierer Konzertchor, Philharmon. Orchester der Stadt Trier, Ltg.: Manfred May, Aufm. b. Komp.
- 1993/94 „Magnificat“ für gem. Chor und Orchester, Auftragswerk der Hohen Domkirche Trier, UA 1. Mai 1994: Hohe Domkirche Trier in einem Konzert mit der Thematik „Magnificat“, Af: Trierer Domchor, Madrigalchor Klaus Fischbach, Mitglieder des Sinfonieorchesters des Saarl. Rundfunks, Ltg.: Domkapellmeister Klaus Fischbach, Aufm. b. Komp.
- 1975 Choralmotette für gem. Chor a cap.: „Nun komm der Heiden Heiland“,UA 10. Dezember 1978: St. Paulin Trier, Trierer Kammerchor, Ltg.: Manfred May, Rundfunkproduktion des SWFs Baden-Baden
- 1983 Motette zum Fest der Erscheinung des Herrn: „Cum ergo natus esset“ für gem. Chor a cap, UA 14. Oktober 1984: Preisträgerkonzert in Freigericht anlässlich der Preisverleihung eines Kompositionswettbewerbs (3. Preis), Af: Budapester Kammerchor, Ltg.: Tibor Szabo, Mitschnitt des Hessischen Rundfunks
- 1985 Friedensmotette „Da pacem Domine“ für gem. Chor a cap. oder mit Orgel oder mit Instrumentalensemble, UA 20. Oktober 1986: St. Matthiaskirche Budapest, Af: Trierer Kammerchor und Streichorchester des Bela Bartok-Konservatoriums Budapest, Ltg.: Manfred May (weitere Aufführungen in St. Georgs-Kirche Prag, St. Ambroggio Mailand, Jesuitenkirche Trier, Marktkirche Trier sowie Abteikirche Marienstatt, dort Rundfunkproduktion des SWFs)
- 1986 „Singt dem Herrn ein neues Lied“ für gem. Chor a cap.
- 1986 Jesaja, Kap. 17, Vers 29 für 4stg. gem. Chor und Orgel
- 1987 „Lamentationes Jeremiae“ für gem. Chor a cap.
- 1988 „De profundis“ für gem. Chor a cap.
- 1990 „Tenebrae factae sunt“ für gem. Chor a cap., UA 25. März 2001: St. Antonius Trier, Af: Trierer Kammerchor, Ltg.: Manfred May, verlegt: GPS-records
- 1993 „Ave Maria“ für 8stg. gem. Chor, in den Ausführungen: a) a cap., b) mit Instrumentalensemble, c) mit Orgel
- 1994 „Christ ist erstanden“ für gem. Chor a cap., Text: aus Goethes Faust II
- 1994 „Assumpta est Maria“ für gem. Chor a cap.
- 1994 „Puer natus esset“, Choralmotette für 3stg. Knabenchor und Orgel, UA 15. Januar 1995: l’église paroissiale de Dudelange, Af: PUERI CANTORES du conservatoire de Luxembourg, Pierre Nimax sen. (Orgel), Ltg.: Pierre Nimax jun.
- 2000 „Das Leben liegt in Gottes Hand“ für Mezzosopran, 2 Kinderstimmen und Orgel, Text: Lotte Bommert, UA 19. November 2000: Jesuitenkirche Trier, Benefizkonzert für Krebsgesellschaft Trier, Af: Vera Ilieva (Mezzosopran), Regine und Natali Buschmann (Kinderstimmen), Domorganist Josef Still (Orgel), verlegt: GPS-records
- 2000 Ave Maria I und II für Mezzosopran und Orgel, C-D-Produktion, Af: Vera Ilieva (Mezzosopran), Burkhard Pütz (Orgel), beide Fassungen, verlegt: GPS-records
- 2005 „Puer natus esset“, Choralmotette für 4-6stg. gem. Chor und Orgel, UA 18. Dezember 2005: St. Antonius Trier, Af: Trierer Konzertchor, Domorganist Josef Still (Orgel), Ltg.: Manfred May, verlegt: GPS-records
- 2008 „Halleluja“ für 4-6stg. Mädchen-, Knaben- oder Frauenchor und Orgel, leicht verändert liegt die Komposition auch in einer a cap.-Fassung vor, verlegt: GPS-records
- 2008 „Ave Maria“ für 6st. Mädchen-, Knaben- oder Frauenchor und Orgel (ad libitum a cap.)
- UA 12. Dezember 2009: Mädchenkantorei am Freiburger Münster, Ltg.: Domkantorin Martina van Lengerich. Die gleiche Komposition in einer 5stg. Fassung mit Orgel und in einer a cap.-Fassung: UA 14. März 2010: Jubiläumskonzert, Abteikirche Himmerod, Mädchenchor am Kölner Dom, Ltg.: Domkantor Oliver Sperling, Alle 3 Fassungen verlegt bei: GPS-records
- 2010 150. Psalm für 6stg. Mädchen-, Knaben oder Frauenchor und Orgel, verlegt: GPS-records
- 2010 „Salve Regina“ für 8stg. Mädchen-, Knaben- oder Frauenchor und Orgel (ad libitum a cap.), UA 24. Februar 2011: Kapitelsamt Freiburger Münster, Af: Mädchenkantorei am Freiburger Münster, Domorganist Klemens Schnorr (Orgel), Ltg.: Martina van Lengerich. Diese Komposition auch in folgenden Fassungen: 8stg. gem. Chor a cap. oder mit Orgel; 3stg. Mädchenchor mit Orgel; 2stg. Mädchenchor mit Orgel und für Mezzosopran und Orgel, alle Fassungen verlegt bei: GPS-records

#### Messen
- 1989 „Missa Jesu redemptor“ für gem. Chor a cap.
- 1990 „Missa pro pace“ für gem. Chor und Instrumentalensemble, UA Ostern 1991: Pontifikalamt Hohe Domkirche Trier, Af: Trierer Domchor und Mitglieder des Städt. Orchesters Trier, Ltg.: Domkapellmeister Klaus Fischbach
- 1990 Missa „Laudate Dominum“ für gem. Chor und Orgel
- 1991 Messe für gem. Chor a cap.
- 1992 „Et incarnatus est“ (aus Credo) für gem. a cap.
- 1994 „Herr, erbarme dich“ (Kyrie), für 4 stg. gem. Chor, Orgel und Orchester
- 1995 3stge Messe a cap. für Sopran, Alt und Bariton
- 2008 „Missa pro pueris et puellis“ für 4stg. Mädchen-, Knaben- oder Frauenchor, UA 14. März 2010: Jubiläums-Festhochamt Abteikirche Himmerod, Af: Mädchenchor am Kölner Dom, Ltg.: Domkantor Oliver Sperling, verlegt: GPS-records
- 2010 „Missa impressionistica“ für 6stg. Mädchen-, Knaben- oder Frauenchor und Orgel (ad libitum a cap.), UA 18. März 2011: Rottenburger Dom, Mädchenkantorei am Rottenburger Dom, Ltg.: Domkapellmeister Frank Leenen. Auch in einer Fassung für 2stg. Mädchenchor mit Orgel, eine Bearbeitung für Mezzosopran und Orgel, UA 15. Mai 2011, Abtei Himmerod, Af: Vera Ilieva, Marcus Dahm, Orgel; alle Fassungen, verlegt: GPS-records
- 2011 „Missa Beatus Bernardus“ für 6stg. Mädchen-, Knaben- oder Frauenchor und Orgel (ad libitum a cap.), verlegt: GPS-records

#### Chorballaden
- 1978 L’Epitaphe für 8stg. gem. Chor a cap., Text: Francois Villon, Auftragswerk des Südwestfunks, UA 5. Oktober 1981: Promotionsaula des Bischöfl. Priesterseminars Trier anlässlich eines Anglistenkongresses der Universität Trier, Af: Trierer Kammerchor, Ltg.: Manfred May Rundfunkproduktion des SWFs, 1996 dto. Schallplattenproduktion, Af: Niederrheinisches Vokalensemble Duisburg, Ltg.: Uwe Maibaum
- 1984 „Alte Landsknechte“ für gem. Chor a cap., Text: Boris von Münchhausen
- 1985 „Langschläfers Morgenlied“ für gem. Chor und Klavier, Text: Mascha Kaléko, UA 26. Juni 1994: Kloppenburg, Preisträgerkonzert (Anerkennungspreis), Af: Vokalensemble „Molto cantabile“, Kloppenburg, Ltg.: Claus Werner
- 1987 „Traumlied“ für gem. Chor a cap., Text: P. Manfred Ruhrmann SDS, verlegt: GPS-records
- 1990 „Trinkspruch“ für Männerchor und Klavier, Text: mündlich überliefert, UA Dezember 1993:Conservatorio del Tolima, Ibagué/Kolumbien, Festkonzert anlässlich der Preisverleihung des Kompositionswettbewerbes 1993 (1. Preis), Titel ins Spanische übersetzt: „Canción báquica para coro mixto“
- 1994 „Trinklied“ auf einen Text aus dem 16. Jahrhundert für Männerchor a cap. oder mit Klavier
- 1994 „Zigeunerliebe“ für 4stg. Männerchor a cap., Text: Hans Greis, UA 6. Juli 1997: Bad Brückenau, Festkonzert anlässlich der Preisverleihung des Valentin-Becker-Kompositionspreises (2. Preis), Af: Vokalensemble ehemaliger Regensburger Domspatzen, Ltg.: Johannes Havla, verlegt: GPS-records
- 1994 „Der Obdachlose“ für gem. Chor a cap., Text: Helga Roloff
- 1994 „Der Gondelfahrer“, für Männerchor und Klavier
- 1994 „Gott, der Weltschöpfer“, für gem. Chor und Klavier
- 1995 „Grab und Mond“ für Männerchor und Klavier, Text: J.G. Seidl, verlegt: GPS-records
- 1995 „An den Tod“ für 8stg. gem. Vokalensemble a cap., Text: Stefan Andres, Auftragswerk des Niederrheinischen Vokalensembles, UA 12. März 1996: Synagoge Schweich, Gedenken an das Geburtsjahr (1906) von Stefan Andres, Af: Niederrheinisches Vokalensemble Duisburg, Ltg.: Uwe Maibaum
- 1996 „Die Eifrigen“, für gem. Chor a cap., Text: Stefan Andres

#### Kantaten
- 1971 „Alte deutsche Spruchweisheiten“ (aus: „Gepfefferter Spruchbeutel“) für gem. Chor und Streichquartett, UA 8. Oktober 1972: Promotionsaula Trier, Af: Trierer Kammerchor, Bösen-Quartett Stuttgart, Ltg.: Manfred May, Aufm. b. Komp.
- 1977 „Ein Pferd trabt durch den Morgen“, „Und zuletzt“ für gem. Chor, Bariton-Solo und 12 Blasinstrumente, Texte: Stefan Andres, UA 17. März 1978: Aula des Stefan-Andres-Schulzentrums Schweich, anlässlich der Einweihung des Stefan-Andres-Brunnen, Af: Trierer Kammerchor, Mitglieder des Städt. Orchesters Trier, Ltg.: Manfred May

#### Chorsätze
- 1969 4 Weihnachtsliedsätze für gem. Chor a cappella: „Vom Himmel hoch“, „Freu dich, Erd und Sternenzelt“, „Still, still, stil“, „Kommet ihr Hirten“, UA 1969: Klosterkirche „Haus auf dem Wehrborn“ Aach, Af: Trierer Kammerchor, Ltg.: Manfred May verlegt: Anton-Böhm-Verlag/Augsburg
- 1985 7 Weihnachtslieder für 3stg. Chor (2 Oberstimmen, 1 Männerstimme): „Es sungen drei Engel“, „Vom Himmel hoch, o Englein kommt“, „Freu dich, Erd- und Sternenzelt“, „Es ist ein Ros entsprungen“, „In dulci jubilo“, „Ich steh an deiner Krippen hier“, „Still, still, weil’s Kindlein schlafen will“, verlegt: Butz-Verlag, Bonn/St. Augustin
- 1996 Chorliederzyklus anakreontischer Lieder (3 Vertonungen) für gem. Chor und Klavier, Texte: Eduard Mörike, UA 12. Oktober 1997: Fellbach, Preisträgerkonzert (Anerkennungspreis), Af: Philharmon. Chor Fellbach, Mirella Gramp (Klavier), Ltg.: Alfons Scheierle

#### Orgelwerke
- 1977 Toccata, Choral, Ostinato und Fuge für Orgel, UA 20. Mai 1981: St. Matthias-Basilika Trier, Domorganist Herbert Voß, Aachen, Rundfunkproduktion des SWFs, Schallplattenproduktion
- 1977 Metamorphosen über B-A-C-H für Orgel
- 1980 Choralfantasie über die Ostersequenz „Victimae paschali laudes“ für Orgel, UA 20. Mai 1981: Basilika St. Matthias Trier, Domorganist Herbert Voß, Aachen, Rundfunkproduktion des SWFs, Schallplattenproduktion
- 1982 Fantasie über das Weihnachtslied „Stille Nacht, heilige Nacht“, Toccata, Siciliana, Toccata, Siciliana, Fugato, Toccata, Hymnus, UA 28. Mai 1989: Abteikirche Marienstatt, Af: Otto Depenheuer, Bonn, Rundfunkproduktion des SWFs
- 1985 „Dein Reich komme“, Choralfantasie über die beiden Choralmelodien „Vaterunser im Himmel“ und „Vater unser im Himmelreich“, UA 22. September 1985: Sankt Gangolf Trier, Af: Pierre Nimax jun., Luxemburg
- 1985 Partita über „Herbei, o ihr Gläubigen“ für Orgel manualiter, Cembalo oder Klavier verlegt: Musikverlag Kessler, Trier
- 1985 Partita über „Stille Nacht, heilige Nacht“ für Orgel manualiter, Cembalo oder Klavier
- 1987 Partita „Aus tiefer Not schrei ich zu Dir“ für Orgel
- 1987 Partita über „Es ist ein Ros entsprungen“ (manualiter), verlegt: Butz-Verlag, Bonn/St. Augustin
- 1988 Choralvorspiele über verschiedene Adventslieder: „Es kommt ein Schiff geladen“, „Macht hoch die Tür“ (verlegt: Musikverlag Kessler Trier), „Nun komm der Heiden Heiland“ und „O Heiland, reiß die Himmel auf“ UA: Hohe Domkirche Trier, Af: Domorganist Wolfgang Oehms, Trier, verlegt: GPS-records
- 1989 Partita über das Adventslied „O komm, o komm, Emanuel“ für Orgel, verlegt: Musikverlag Kessler, Trier
- 1992 Choralfantasie über „Wachet auf, ruft uns die Stimme“
- 1995 Rundfunkproduktion des SWF‘s mit CD-Einspielung, Af: Domorganist Josef Still, Trier verlegt: GPS-records
- 1993 Choralfantasie über das Adventslied „Gott, heil’ger Schöpfer…“ UA mit CD-Einspielung: Dudelange, Luxemburg, Af: Pierre Nimax jun., Luxemburg, verlegt: GPS-records
- 1994 Choralfantasie über „Tauet Himmel, den Gerechten“, verlegt: Musikverlag Kessler, Trier
- 1994 „Osterjubel“, Fantasie über „Christ ist erstanden“, UA 16. Mai 1995: Hohe Domkirche Trier, Eröffnungskonzert der Internationalen Trierer Orgelkonzerte, Af: Domorganist Josef Still, Trier, Rundfunkproduktion des Südwestfunks mit CD-Einspielung, 3. Preis beim Orgel-Kompositionswettbewerb des Feuchtinger Verlages, verlegt: Feuchtinger-Verlag „Regensburger Orgelheft“, 1991
- 1995 Partita über „Bei stiller Nacht, zur ersten Wacht“, Choral, Choralfantasie, Choral semplice, Choral, Toccata, Choral, verlegt: GPS-records
- 1997 „Klangspuren“ für Orgel
- 1997 Kleine Partita in 7 Sätzen für Orgel über das Weihnachtslied „O freudenreicher Tag“ verlegt: GPS-records
- 1998 Choralfantasien über „Der Geist des Herrn…“, „Vom Himmel hoch, o Engel kommt“ für Orgel verlegt: GPS-records
- 1998 Choralvorspiel Fantasie über „Tau aus Himmelshöhn“ für Orgel, UA 21. November 1998: Hohe Domkirche Trier, Af: Domorganist Josef Still, verlegt: GPS-records
- 1998 Choralfantasie über „Tau aus Himmelshöhn“ für Orgel
- 1999 Musik für Marimbaphon, Pauken und Orgel
- 2002 „Festliches Präludium“ für Orgel, verlegt: GPS-records
- 2003 „Fantasia Himmerodensis super Antiphonam ‚Beatus Bernardus‘“, Auftragswerk der Zisterzienserabtei Himmerod, UA: Abteikirche Himmerod, Af: Alfred Müller-Kranich, Trier, verlegt: GPS-records
- 2004 „Klangspiralen“ I und II für Orgel, Vibraphon und Marimbaphon, UA 10. Juni 2004, Klangspirale I: St. Martin Cochem, Konzert im Rahmen der Moselfestwochen, Af: Marion Osswald (Orgel), Martin Fink (Vibraphon), Johannes Knopp (Marimbaphon)
- 2004 „Intrada pastorale“ über den Weihnachtsintroitus „puer natus est“ für Orgel, UA 1. Dezember 2005: Af: Domorganist Josef Still, Trier, verlegt: GPS-records
- 2004 „Zwei Intermezzi in blue“ für Orgel, UA 22. Januar 2005: St. Laurentius Saarburg, Af: Gottfried Sembdner
- 2005 Kleine Partita über „Maria, Dich lieben…“ für Orgel verlegt: GPS-records
- 2005 Kleine Partita über „Maria, breit den Mantel aus…“ für Orgel, verlegt: GPS-records, s. auch in: Klaus Beckmann, Repertorium Orgelmusik, Schott-Verlag, Mainz 1999, S. 319

### Kammermusik
- 1954 Erstes Streichquartett, UA 8. März 1955: Konzert der Musikhochschule Saarbrücken, Studierende der Streicherklasse, Produktion des Saarl. Rundfunks
- 1958 Kleine Kammermusik für Oboe, Klarinette und Fagott, UA 23. Oktober 1959: Konzert der Volkshochschule Kaiserslautern, Af: Bläsertrio des Saarländischen Rundfunks: Erich Bolz, Oboe; Adolf Hager, Klarinette; Heinrich Konietzny, Fagott, Rundfunkproduktion des Saarländischen Rundfunks, später Übernahme durch den SWF
- 1963 Bläserquintett für Flöte, Oboe, Klarinette, Horn und Fagott, UA 21. September 1984: Museum Simeonstift Trier anlässlich der 2000-Jahr-Feier der Stadt Trier, Af: Mainzer Bläserquintett
- 1965 Sonate für Klarinette und Klavier
- 1971 Sonate für Sopran-Blockflöte und Klavier, UA: Jugend-musiziert-Wettbewerb, Mainz, Af: 5-jährige Ursula Heckmann (Blockflöte), Heinz Heckmann (Klavier)
- 1972 Chaconne für Blockflötenoktett
- 1974 Reflexionen für Klarinette und Violoncello zu Erzählungen von Franz Kafka, UA 7. Dezember 1975: Theater Trier, Af: Adolf Heinl (Klarinette), Jan Hajec (Cello), Rundfunkproduktion des SWFs
- 1978 Capriccio für Violine, Violoncello und Klavier, UA 27. Januar 1986: Kurfürstl. Palais Trier, Af: Elzbieta Kozlowska-Marganiec (Violine), Jan Hajek (Cello), Joachim Maier-Kosacchi (Klavier),
- 1979 „Pastorale“ für 2 Oboen und Englischhorn
- 198? Drei Humoresken für Blockflöte Solo
- 1980 Memory aus dem Musical „Cats“ von A.L. Webber, für 12 Celli bearbeitet
- 1980 „Summertime“ aus der Oper „Porgy und Bess“ von George Gershwin, bearbeitet für 12 Celli
- 1980 „Summertime“ dto., bearbeitet für 8 Celli
- 1981 Quintett für 2 Trompeten, 1 Horn und 2 Posaunen
- 1984 Zweites Streichquartett, UA 11. November 1985: Kurfürstl. Palais Trier, Af: Arco-Quartett Köln, Rundfunkproduktion des SWF‘s
- 1986 Adagio für Bratsche, Cello und Kontrabass
- 1988 Intrada für 5 Blechblasinstrumente über das Lied: „Martinus, heiliger Gottesmann“
- 1988 Postludium für 5 Blechblasinstrumente über die Lieder: „O Herr, mach uns für Dich bereit“ und „Martinus, heiliger Gottesmann“
- 1990 Metamorphosen über „Kuckuck, Kuckuck ruft’s aus dem Wald“ für 4 Celli
- 1993 Sonate für Violoncello und Klavier, Auftragswerk des Südwestfunks, UA 19. Februar 1994: Museum Simeonstift Trier, Af: Ursula Heckmann (Cello), Zoe Solomon (Klavier), Rundfunkproduktion des SWF‘s
- 1995 Thema und Variationen über das franz. Lied: „Chevalier de la table ronde“ für Saxophonquartett verlegt: GPS-records
- 1995 „Mouvement comique pour Saxophone alto solo“
- 1995 „Petite suite en trois mouvements pour Saxophone alto“
- 1995 „Deux petite morceaux grotesque pour Saxophone alto solo“
- 1995 Scherzo für Violoncello und Klavier
- 1995 Thema, 4 Variationen und 2 Metamorphosen über das wolgadeutsche Tanzlied „Hallo, hallo, mich beißt ein Floh“ für Hornquartett, UA 16. November 2003: St. Irminen Trier, Af: Hornquartett des Philharmon. Orchesters der Stadt Trier
- 1997 Barcarolle für Cello und Cembalo (oder Klavier), Auftragswerk des Bischöflichen Museums Trier, UA: Bischöfliches Museum Trier, im Rahmen einer Vernissage italienischer Künstler, Af: Ursula Heckmann (Cello), Josef Still (Cembalo), verlegt: GPS-records

#### Lieder
- 1956 4 Lieder für eine hohe Stimme und Kammerorchester, Texte: George Forestier, UA 15. Mai 1957: Hochschulkonzert der Musikhochschule Saarbrücken, Af: Sibylle Fuchs (Sopran), Orchester der Hochschule Saarbrücken, Ltg.: Dieter Loskant, Aufm. b. Komp.
- 1969 Lieder für eine mittlere Stimme und Klavier, Texte: Leopold Ferring, Rundfunkproduktion des SWF‘s, Af: Klaus Lorenz (Bariton), Josef Müller (Klavier)
- 1975 4 Lieder für eine hohe Stimme und Klavier, Texte: Wolfgang Borchert, Auftragswerk des Theaters der Stadt Trier, selbige liegen auch in einer Ausgabe für mittlere Stimme vor, UA 14. März 1976: Museum Simeonstift Trier, Friederike Lapina (Sopran), Dea Baird (Klavier), Rundfunkproduktion des SWFs, Af: Esther Maria (Näck-)Burger (Mezzosopran), Charles Vanderzand (Klavier)
- 1977 7 Lieder nach Gedichten von Christian Morgenstern, für Bariton und Klavier, UA 30. Juli 1978: Milwaukee (USA) im Rahmen eines Konzertes des Goethe-Instituts, John Pflieger (Bariton), Katja Philabaum (Klavier)
- 1977 5 Lieder nach Texten von Christian Morgenstern (aus „Galgenlieder“), UA 24. Juli 1977: Haus Beda Bitburg, Af: Andreas Näck (Bariton), Heinz Heckmann (Klavier)
- 1985 4 Lieder für Sopran und Streichorchester, Texte: Stefan Andres, Auftragswerk der Stefan-Andres-Stiftung, UA 14. September 1986: Stefan-Andres-Schulzentrum, anlässlich einer Literaturpreis-Verleihung, Af: Barbara Ikas (Sopran), Capella Treverensis, Ltg.: Franz Brixius
- 1997 „Endlich geschah es“ für Mezzosopran und Klavier, Text: Wladimir Solowjow Auftragswerk des Ramsteiner Kreises, Ausgaben in Russisch und Deutsch, UA Dezember 2000: Haus auf dem Wehrborn, im Rahmen der Buchpräsentation „Valentin Tomberg – Leben, Werk Wirkung“, Af: Vera Ilieva (Mezzosopran), Cosima Osthoff (Klavier)
- 1998 „Zigeunerliebe“, dramatisch-lyrische Szene für Mezzosopran und Klavier, Text: Hans Greis, UA 3. März 2001: Kurfürstl. Palais Trier, Af: Vera Ilieva (Mezzosopran), Gottfried Sembdner (Klavier), verlegt: GPS-records
- 1998 „Sieben Liebeslieder“ für Mezzosopran und Klavier, UA 3. Oktober 1998: Kloster Konz-Karthaus, Af: Vera Ilieva (Mezzosopran), Ingrid Wessels (Klavier), verlegt: GPS-records
- 1999 „Blühende Bäume“, Text: Hugo von Hofmannsthal, UA 25. April 1999: Bischöfl. Museum Trier, Af: Vera Ilieva (Mezzosopran), Ingrid Wessels (Klavier), verlegt: GPS-records
- 1999 „Juli im Walde“, Text: Swatopluk Machar, UA 25. April 1999: Diözesanmuseum Trier, Af: Vera Ilieva (Mezzosopran), Ingrid Wessels (Klavier), verlegt: GPS-records
- 1999 „Heidenröslein“ für Mezzosopran und Klavier, Text: J.W. Goethe, UA: Kurfürstl. Palais Trier, Af: Vera Ilieva (Mezzosopran), Gottfried Sembdner (Klavier), verlegt: GPS-records
- 2001 „Willkommen und Abschied“, Text: J.W. Goethe, UA: Blankenheim, Af: Vera Ilieva (Mezzosopran), Ingrid Wessels (Klavier)
- verlegt: GPS-records
- 2008 „Freies Geleit“, Text: Ingeborg Bachmann, UA 9. Juli 2008: Refektorium Himmerod, Af: Vera Ilieva (Mezzosopran), Hans Appelhans (Klavier)

#### Klaviermusik
- 1956 Introduktion und Intermezzo für Klavier
- 1955 Präludium für Klavier Rundfunkproduktion des SWFs, Af: Peter Schmalfuß
- 1958 Klavierstücke: Präludium, Intermezzo und Toccata, UA: Konzert Jeunesse musicale, Düsseldorf, Af: Peter Schmalfuß, Rundfunkproduktion: Radio Zagreb und später Saarl. Rundfunk
- 1960 Erste Sonate für Klavier, UA 31. Januar 1962: Bitburg, Af: Peter Schmalfuß, Rundfunkproduktion des SWFs
- 1961 Suite für Klavier, Rundfunkproduktion Saarl. Rundfunk, Af: Peter Schmalfuß
- 1969 Zweite Sonate für Klavier
- 1970 Sieben Stücke für Klavier, Rundfunkproduktion des SWF‘s, Af: Peter Schmalfuß
- 1976 Klavierkomposition „Aufwärts“, nach einem Bild der Kölner Malerin Erika Zeh-Baird (Grundlage das Buch: „Die Möwe Jonathan“), UA 21. November 1976: Katholische Akademie Trier, im Rahmen einer Vernissage, Af: Dea Baird
- 2002 Burlesque Szenen für Klavier, UA15. November 2002: Bischöfliches Museum Trier, Af: Gottfried Sembdner

## Auszeichnungen
- 1977 Förderpreis des Landes Rheinland-Pfalz
- 1984 3. Preis in Freigericht für die Motette „Cum ergo natus esset“ zum Fest der Erscheinung des Herrn a cappella
- 1991 3. Preis bei Feuchtinger und Gleichauf, Regensburg für „Osterjubel“, Choralfantasie für Orgel über das Lied „Christ ist erstanden“
- 1993 1. Preis in Ibagué, Kolumbien für „Canción báquica“ für vierstimmigen Männerchor a cappella
- 1996 2. Preis „Valentin Becker“ in Bad Brückenau für „Zigeunerliebe“ für Männerchor a cappella
- 1997 Anerkennungspreis in Fellbach für die Chorkantate „Anakreontische“ Lieder von Eduard Mörike für gemischten Chor und Klavier

## Diskographie (Auswahl)
- „Requiem Caniceanum“ und Orgelkompositionen: Toccata, Choral, Ostinato und Fuge und Choralfantasie über die Ostersequenz „Victimae paschali laudes“,

u. A. Herbert Voß, Orgel, Trierer Domchor, Sinfonieorchester des Saarländischen Rundfunks, Ltg. Klaus Fischbach, Unisono UNS 32128-29
- Choralvorspiel „Wachet auf, ruft uns die Stimme“

Helmut Schwindling, Orgel der Liebfrauenkirche Bitburg sowie Josef Still auf einer CD-Dokumentation der Orgeln der Stadt Trier
- „Ave Maria“ Vera Ilieva, Mezzosopran mit Ave-Maria Vertonungen von Giulio Caccini, Luigi Cherubini, Luigi Luzzi, Josef Gabriel Rheinberger, Anton Bruckner, Franz Liszt, Camille Saint-Saëns, César Franck, Nunu Gabunia, Alfred Müller-Kranich, Heinz Heckmann u. A., 2 CDs